# Chloridolum viride
Chloridolum viride es una especie de escarabajo longicornio del género Chloridolum, tribu Callichromatini, familia Cerambycidae. Fue descrita científicamente por Thomson en 1864.
Se distribuye por China, Japón, Corea, Rusia y Vietnam. Mide 12-20 milímetros de longitud. El período de vuelo ocurre en los meses de mayo, junio, julio y agosto.